# 서울도봉초등학교
서울도봉초등학교는 대한민국 서울특별시 도봉구 도봉동에 있는 공립 초등학교이다.

## 학교 연혁
- 1962년 12월 12일 양주군 창동국민학교 도봉분교로 개교
- 1963년 1월 1일 서울시로 편입
- 1966년 9월 5일 서울도봉국민학교 승격 개교(15학급 1299명)
- 1973년 9월 21일 노원국민학교(10학급) 분리
- 1982년 9월 1일 창도국민학교(19학급), 방학국민학교(5학급) 분리
- 1986년 2월 22일 신방학국민학교(104명) 분리
- 1996년 3월 1일 현재 교명으로 개칭
- 1997년 5월 10일 급식시설 준공
- 1998년 3월 5일 후관 보육실 준공
- 2004년 2월 14일 병설유치원 개설
- 2011년 3월 1일 서울형 혁신학교 지정
- 2011년 10월 26일 체육관 및 급식실 개관
- 2015년 5월 11일 스쿨버스 운행
- 2016년 9월 5일 개교 50주년 오디세이 교실 개장
- 2019년 2월 13일 제53회 졸업식(57명)
- 2019년 3월 1일 제18대 박지희 교장 취임
- 2020년 2월 19일 제54회 졸업식(78명)
- 2022년 2월 11일 제55회 졸업식
- 2023년 2월 12일 제56회 졸업식
- 2024년 2월 7일 제57회 졸업식

## 참고 자료
- 서울도봉초등학교 - 한국교육학술정보원 학교알리미